# Гневино (гмина)
Гневино (пол. Gniewino, кашуб. Gniéwino) — сельская гмина (волость) в Польше, входит как административная единица в Вейхеровский повет, Поморское воеводство. Население — 6688 человек (на 2004 год). Административный центр — Гневино.

## Демография
| Перепись                       | Всего   | Всего | Женщины | Женщины | Мужчины | Мужчины |
| ------------------------------ | ------- | ----- | ------- | ------- | ------- | ------- |
| Единицы                        | человек | %     | человек | %       | человек | %       |
| Население                      | 6688    | 100   | 3176    | 47,5    | 3512    | 52,5    |
| Плотность населения (чел./км²) | 38      | 38    | 18      | 18      | 19,9    | 19,9    |

## Соседние гмины
1. Гмина Хочево
2. Гмина Крокова
3. Гмина Люзино
4. Гмина Ленчице
5. Гмина Вейхерово